# معدن آنکاسار
معدن آنکاسار ( انگلیسی: Ankasar mine) یک معدن بزرگ در استان سیونیک در جنوب شرق ارمنستان می‌باشد. آنکاسار یکی از بزرگترین ذخایر مس در ارمنستان می‌باشد و برآورد می‌شود ذخایری حاوی ۱.۲ میلیارد تن سنگ مس با درجه ۰.۴۹٪ و مولیبدن با درجه ۰.۲% را دارا باشد.